# Urzulei
Urzulei (sardisk: Orthullè) er en by og en kommune (comune) i provinsen Nuoro i regionen Sardinien i Italien. Byen ligger i 511 meters højde og har 1.231 indbyggere (2016). Kommunen har et areal på 129,64 km² og grænser til kommunerne Baunei, Dorgali, Orgosolo, Talana og Triei.